# Podestat
Podestat (tal. podestà; hrv. potestat; u Dalmaciji poteštat, prema dlm.), naziv koji se daje određenim visokim službenicima u mnogim talijanskim gradovima od kasnog srednjeg vijeka uglavnom sa značenjem glavnog magistrata grada-države (kao što se inače označuje u ostalim gradovima, npr. rettori "rektori"), ali također i lokalnog upravitelja, predstavnika (njemačko-rimskog) cara.
Pojam dolazi od latinske riječi potestas (moć, vlast). Razvoj pojma koji je od značenja sile ili autoriteta postao naslov osobe koja drži takvu moć paralelna je s razvojem islamskog pojma "sultan".
Naslov i dužnost potestata uveo je rimsko-njemački car Friedrich I. zvan Barbarossa za svoje povjerenike preko kojih je nastojao snažnije ovladati lombardskim gradovima. U XIII. st. potestati su bili načelnici više autonomnih komuna u sjevernoj i srednjoj Italiji, po izboru bilo građana, bilo gradskih vijeća. Njihove ovlasti bile su upravne, sudske i financijske. Da bi izbjegli potestatovu pristranost bilo za koga u komuni, birani su među strancima, obično plemićima, najdulje na godinu, uz zabranu neposrednog reizbora. Potestat je morao prisegnuti na poštovanje zatečenoga pravnog poretka (statuta, odredaba itd.). Prije razrješenja od dužnosti ovlašteni nadzornici (sindici) podvrgavali bi kontroli njegovo djelovanje i račune.
Potestati su u XIII. st. tvorili poseban zanat profesionalnih administratora, školovanih u pravnim, upravnim, vojnim i retoričkim vještinama.
Po uzoru na talijanske gradove, služba potestata bila je uvedena i u ine europske gradove u raznim zemljama, npr. u Provansi, Istočnoj Friziji, te Dalmaciji (u Splitu od 1239., gdje je prvi potestat Gargano de Arscindis 1240. kompilirao od prethodnih odredaba Statut grada Splita, te u Trogiru).
Budući da je drugoj duždevskoj republici, Genovi, bizantski car 1273. godine dodijelio nadzor nad Perom i Galatom, trgovačkim predgrađima Carigrada (Konstantinopolisa), one su se tada našle pod upravom običnog podestata sve do 29. svibnja 1453. kada su sav Carigrad osvojili osmanski Turci.
U Kopnenoj državi (Stato di Terraferma) koje je duždevska Mletačka Republika postupno uspostavila u donjem dijelu bazena rijeke Pad, anektiravši razne bivše prinicipate i samoupravne gradove, većinom u petnaestom stoljeću, podesterije su bile srednja razina u hijerarhijskoj administrativnoj organizaciji, dok je najveću ('provincijsku') razinu činio territorio (otprilike moderna upravna oblast).
Naziv potestat primjenjivan je i na upravitelje komuna pod mletačkom vlašću (npr. u Poreču, na Hvaru i Braču).
Za austrijske uprave Kraljevinom Dalmacijom naslov potestat korišten je, osobito u talijanskome (podestà) za izabrane načelnike gradova.
Za fašističkog režima u Kraljevini Italiji ukinuto je 1926. pravo općina da biraju načelnika (sindaco), nego je umjesto njega gradom upravljao potestat kojega bi imenovao Kralj, ali ga je određivao ministar unutrašnjih poslova (Benito Mussolini 1926. – 1943., a do 1945. u "Talijanskoj Socijalnoj Republici" uključujući Istru, Rijeku, Zadar itd.).
U Splitu i Sinju gradonačelnika kolokvijalno zovu poteštat.

## Podesterija
Ova izvedenica doslovno označava (razdoblje i) službu podestata, ali također može označavati i distrikt kojim upravlja pojedinac unutar veće države.

## Više informacija
- Capitano reggente
- Gonfaloniere
- Duždevi 'okrunjenih republika', Genove i Mletaka.
- Potentate